# تيري لورانس
تيري لورانس (26 أبريل 1910 في المملكة المتحدة - 7 يناير 1989 في المملكة المتحدة) (بالإنجليزية: Terry Lawrence)‏ هو لاعب كريكت بريطاني وبريطاني (وحمل سابقاً جنسية المملكة المتحدة لبريطانيا العظمى وأيرلندا). لعب مع Hertfordshire County Cricket Club ‏ ونادي مقاطعة ساسكس للكريكت ‏ وBerkshire County Cricket Club ‏.

## وصلات خارجية
- تيري لورانس على موقع إي آس بي آن كريك إنفو (الإنجليزية)